# Иван Милев (музикант, р. 1944)
Вижте пояснителната страница за други личности с името Иван Милев.
Иван Милев (наричан също Вачо Бъндарака или Малкия Бъндарак) е български рок музикант от най-ранния период на тази музика в България. Заедно с брат си Димитър Милев (Бънди) основават първата рок група, носеща името на английския представител в Съюзническата тристранна комисия в България след 9 септември 1944 г. лорд Бънди – „Бъндараците“. След разпадането на групата престава да се занимава професионално с музика.